# Anton Seefranz
Anton Seefranz von Kevevára (21. dubna 1853 Banská Štiavnica – 22. ledna 1937 Meran) byl rakousko-uherský generál. V c. k. armádě sloužil od roku 1874, vystřídal působení u různých jednotek převážně u dělostřelectva, uplatnil se též jako pedagog a úředník na ministerstvu války. V letech 1910–1912 zastával funkci velitele 7. armádního sboru v Temešváru a v roce 1911 dosáhl hodnosti polního zbrojmistra. V roce 1913 odešel do výslužby, po zániku monarchie mu byla v československé armádě přiznána hodnost armádního generála s nárokem na penzi (1927). 

## Životopis
Pocházel z německé rodiny usazené v Horních Uhrách. Studoval na Technické vojenské akademii ve Vídni a do armády vstoupil v roce 1874 jako poručík k 8. dělostřeleckému pluku v Sibiu. V roce 1877 se zapsal do odborných kurzů pro důstojníky dělostřelectva a v roce 1879 byl povýšen na nadporučíka. Zároveň byl přidělen ke sboru důstojníků generálního štábu a sloužil u pěší brigády v Tridentu. V roce 1883 byl povýšen na kapitána a přeložen ke 14. armádnímu sboru do Innsbrucku. Později působil přímo na generálním štábu, kde pracoval na mapovém oddělení. V roce 1891 získal hodnost majora a působil jako pedagog u kurzů pro štábní důstojníky. Od roku 1893 byl jako podplukovník zástupcem velitele 20. dělostřeleckého pluku v Temešváru. V roce 1896 dosáhl hodnosti plukovníka a byl přidělen k prezidiální kanceláři na ministerstvu války (1896–1900). V roce 1900 byl jmenován velitelem 3. dělostřeleckého pluku ve Štýrském Hradci.
V roce 1902 dosáhl hodnosti generálmajora a převzal velení 60. pěší brigády ve Lvově, odkud byl o dva roky později přeložen k 68. pěší brigádě v Beli Crkvi. V roce 1906 byl povýšen na polního podmaršála a stal se velitelem 15. pěší divize v Miskolci. V letech 1910–1912 zastával funkci velitele 7. armádního sboru v Temešváru a k datu 1. listopadu 1911 dosáhl druhé nejvyšší vojenské hodnosti polního zbrojmistra. K datu 1. března 1913 byl penzionován. Po rozpadu monarchie kvůli nároku na penzi požádal o služební zařazení do československé armády. V roce 1921 mu byla v Československu přiznána hodnost generála III. třídy ve výslužbě a nakonec byl v roce 1927 jmenován armádním generálem.
Jako velitel armádního sboru obdržel v roce 1911 titul c. k. tajného rady s nárokem na oslovení Excelence. Při odchodu do výslužby byl v roce 1913 povýšen do šlechtického stavu s predikátem Edler von Kevevára odvozeného od maďarského názvu města Kovin. Během vojenské služby získal několik ocenění, byl nositelem Leopoldova řádu a Řádu železné koruny III. třídy, dále držitelem Vojenského záslužného kříže a Vojenské záslužné medaile. V zahraničí obdržel francouzský Řád čestné legie a ruský Řád sv. Anny II. třídy.